# Dobbelmann-albums
Een Dobbelmann-album is een plaatjesalbum dat in de jaren twintig en dertig van de twintigste eeuw werd uitgegeven door N.V. Zeepfabrieken "Het Anker" v/h. Gebr. Dobbelmann in Nijmegen. Bij de aankoop van een stuk huishoud- of toiletzeep kreeg men een plaatje cadeau; het bijbehorende album moest worden gekocht.
Bekende uitgaven zijn de drie delen van De Wereld in Beeld:
- De wereld in beeld. Serie I - Onze overzeesche gewesten, door Ir. L.J.M. Feber, 1929
- De wereld in beeld. Serie II - De groote Indische cultures, door Ir. L.J.M. Feber, z.j.
- De wereld in beeld. Album III - Japan, door H.K. Westendorp en met zes aquarellen van B. Westendorp-Osieck, 1933

Het eerste album behandelt land, volk en cultuur van de Nederlandse koloniën, in het bijzonder Nederlands-Indië; het tweede deel gaat uitgebreid in op de voor de koloniale economie belangrijke plantage- en exportgewassen. De albums zijn gecartonneerd en elk voorzien van ruim honderd ingeplakte fotoplaatjes in koperdiepdruk, waarvan enkele van een paginagroot formaat. Deze plaatjes zijn reproducties van foto's uit de collectie van het Koloniaal Instituut in Amsterdam. De 75 plaatjes in het Japan-album zijn door de auteur gemaakt tijdens zijn reis door Japan.
De inleidende woorden in de twee eerste albums zijn van minister van koloniën J.C. Koningsberger (dl.1) en oud-gouverneur-generaal van Nederlands-Indië D. Fock. Japan wordt ingeleid door Naokichi Matsonaga, gezant van Japan in Nederland. Kanttekeningen bij de aquarellen zijn geschreven door H.F. E. Visser, conservator van het Museum van Aziatische Kunst, tegenwoordig gevestigd in een vleugel van het Rijksmuseum in Amsterdam.